# Rivière Mississippi
Pour les articles homonymes, voir Mississippi.
La rivière Mississippi est un affluent de la rive droite de la rivière des Outaouais dans la province de l’Ontario au Canada. Elle se jette dans l’Outaouais en aval de Arnprior, à environ 70 kilomètres à l’ouest d’Ottawa.

## Toponymie
Son nom n'est pas sans rappeler celui de son grand voisin homonyme, le fleuve Mississippi qui coule aux États-Unis.
Le nom commun de Mississippi vient de la langue ojibwé "misi-ziibi" qui signifie grand fleuve ou grande rivière dans cette langue amérindienne. Cependant, pour l'appellation de la rivière canadienne, l'origine pourrait être "Mazinaa-ziibi" qui en langue algonquine veut dire rivière aux images peintes, signification relative aux peintures rupestres du lac Mazinaw.

## Géographie

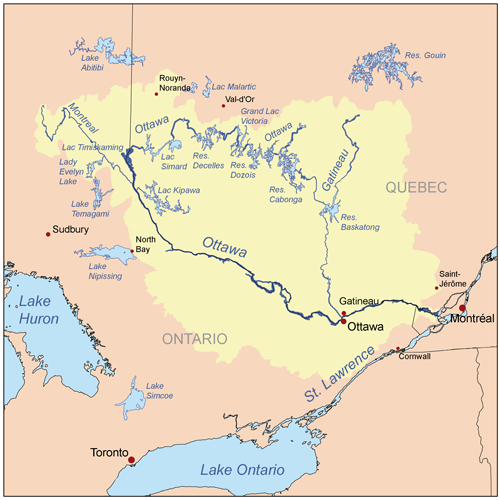
Carte du bassin hydrographique des Outaouais.

La rivière Mississippi est en amont du lac Mazinaw, qu'elle alimente en le traversant, et lui sert également d'émissaire. La rivière s'écoule ensuite vers les lacs Kawartha et le lac Mississippi. Enfin, elle se jette dans la rivière des Outaouais dont, elle est un affluent. La rivière Mississippi contribue au bassin fluvial de la rivière des Outaouais.